# Artemisia kruhsiana
Artemisia kruhsiana là một loài thực vật có hoa trong họ Cúc. Loài này được Wilibald Swibert Joseph Gottlieb von Besser mô tả khoa học đầu tiên năm 1834. Về mặt phân loại, một số tác giả - như Flora of China - coi nó là đồng nghĩa của Artemisia lagocephala.

## Mô tả
A. kruhsiana khác với A. lagocephala ở chỗ có các chiếc hoa nhẵn nhụi (so với các chiếc hoa có lông tơ với các lông quăn và thanh mảnh ở A. lagocephala); lá có lông măng màu trắng ở mặt xa trục, một hoặc hai xẻ ba khá sâu trên các chồi sinh dưỡng (so với các lá tỏa tia có lông măng màu xám ở mặt xa trục, 3 thùy khá nông, với 3 răng hoặc nguyên ở A. lagocephala); cây cao tới 40 cm (so với cây cao 40-80 cm ở A. lagocephala).

## Phân bố
Loài này là bản địa khu vực từ miền đông bắc Siberia và Viễn Đông Nga (Khabarovsk, Magadan, Sakha) tới Hoa Kỳ (Alaska) và Canada (British Columbia, Các Lãnh thổ Tây Bắc, Yukon).

## Các phân loài
- Artemisia kruhsiana subsp. alaskana (Rydb.) D.F.Murray & Elven, 2008 (đồng nghĩa: Artemisia alaskana Rydb., 1916, Artemisia tyrrellii Rydb., 1916): Alaska, tây bắc Canada.[5]
- Artemisia kruhsiana subsp. condensata Korobkov, 1979 (đồng nghĩa: Artemisia condensata (Korobkov) A.P.Khokhr., 1989): Cộng hòa Sakha.[6]
- Artemisia kruhsiana subsp. kruhsiana: Nguyên chủng. Cộng hòa Sakha.[7]
- Artemisia kruhsiana subsp. multisecta (Leonova) Korobkov, 1979 (đồng nghĩa: Artemisia multisecta Leonova, 1971): Khabarovsk, Magadan, Cộng hòa Sakha.[8]